# 안재준 (1986년)
안재준(安宰晙, 1986년 2월 8일 ~ )은 대한민국의 축구 선수로서 포지션은 수비수이다.

## 클럽 경력
난우초등학교와 세일중학교, 그리고 강릉농업고등학교를 거쳐 고려대학교에 진학하였다. 고교시절 득점왕을 했던 스트라이커이나 고등학교 시절 감독의 주문으로 센터백으로 포지션을 바꾸었다.
2008년 K리그 드래프트 1순위로 인천 유나이티드에 입단하여, 시즌 시작 전 대전 시티즌에서 이적한 팀 동료인 안현식과 함께 호흡을 맞추며 주전 수비수로서 자리매김하였다. 이후 윤원일, 임중용 등과 함께 팀의 주전 수비수로서 좋은 활약을 펼쳤다. 2008년엔 정조국과의 헤딩 경합 도중 팔꿈치로 정조국의 안면을 가격하여 정조국이 국가대표팀에서 낙마하였다. 2010 시즌에는 전북전 어시스트, 부산전 골을 합쳐 2경기 연속 공격포인트를 기록했고, 주간 베스트 11에 3회 선발되었다.
2011년 1월 6일, 전남 드래곤즈로의 이적이 공식 발표되었다. 이적 이후 김형호나 코니 등과 함께 센터백으로 활약하였다.
2013년 1월 6일, 인천 유나이티드에서 안재준을 재영입하였다. 전남 소속이던 안재준과 한재웅이 인천으로 이적하고, 인천의 박준태가 전남으로 이적하고 인천이 전남에 4억원을 지불하는 트레이드였다. 같은 해 11월 3일 열린 울산 현대와의 경기에서 김영삼에게 위협적인 태클을 가해 무릎을 다치게 하여 한국프로축구연맹으로부터 3경기 출전 정지와 벌금 처분을 받았다.
2015시즌 군복무를 위해 안산에 입단 한 후 2016시즌 말 전역했으며, 2017시즌을 앞두고 성남 FC로 이적하였다.
2018시즌을 앞두고 팀 동료 오장은과 함께 대전 시티즌으로 이적하였다.
2020시즌을 앞두고 K3리그의 김해시청에 입단했다.

## 수상

### 개인
- 2002년 강원도지사기 축구대회 득점상 수상
- 2003년 무학기 전국고교축구대회 MVP 수상
- 2004년 1,2학년 전국대학축구대회 수비상 수상
- 2005년 청소년 축구대표(아시아대회 우승)
- 2006년 험멜코리아 전국대학축구대회 MVP 수상